# Aron Tenggren
Aron Enoch Tenggren, född 17 november 1863 i Långareds församling, Älvsborgs län, död 11 juli 1941 i Kvillinge församling, Östergötlands län, var en svensk dekorationsmålare, målare och tecknare.
Han var son till kyrkmålaren Johan Teng och Ingjerd Andersdotter och från 1884 gift med Augusta Andersdotter samt far till Gustaf Adolf Tenggren. Han studerade vid Slöjdföreningens skola i Göteborg under första delen av 1880-talet. Han var därefter huvudsakligen verksam som dekorationsmålare och utsmyckade bland annat Magra kyrka men arbetade på lediga stunder som fri konstnärlig skapare med målningar och teckningar.